# 上砂町
上砂町（かみすなちょう）は、東京都立川市の町名。現行行政地名は上砂町一丁目から上砂町七丁目。郵便番号は190-0032。

## 地理
立川市北西部に位置する。北は武蔵村山市伊奈平及び榎、北東は武蔵村山市大南、東は砂川町、南は泉町及び昭島市中神町、西は一番町に隣接する。町内は主に住宅地として利用される。

### 地価
住宅地の地価は2014年（平成26年）1月1日に公表された公示地価によれば上砂町4丁目46番27の地点で17万3000円/m2となっている。

## 歴史
- 1963年（昭和38年） 北多摩郡砂川町（すながわまち）が立川市へ編入され、立川市砂川町（すながわちょう）となる。
- 1981年（昭和56年） 町名地番整理により、砂川町の一部を分割し、上砂町一丁目 - 七丁目を設置。

## 世帯数と人口
2018年（平成30年）1月1日現在の世帯数と人口は以下の通りである。
| 丁目         | 世帯数    | 人口     |
| ------------ | --------- | -------- |
| 上砂町一丁目 | 1,685世帯 | 3,432人  |
| 上砂町二丁目 | 350世帯   | 820人    |
| 上砂町三丁目 | 702世帯   | 1,665人  |
| 上砂町四丁目 | 322世帯   | 702人    |
| 上砂町五丁目 | 2,057世帯 | 4,366人  |
| 計           | 5,116世帯 | 10,985人 |

## 小・中学校の学区
市立小・中学校に通う場合、学区は以下の通りとなる。
| 丁目         | 番地       | 小学校               | 中学校                 |
| ------------ | ---------- | -------------------- | ---------------------- |
| 上砂町一丁目 | 全域       | 立川市立大山小学校   | 立川市立立川第五中学校 |
| 上砂町二丁目 | 1～8番地   | 立川市立大山小学校   | 立川市立立川第五中学校 |
| 上砂町二丁目 | その他     | 立川市立第九小学校   | 立川市立立川第五中学校 |
| 上砂町三丁目 | 12～61番地 | 立川市立第九小学校   | 立川市立立川第五中学校 |
| 上砂町三丁目 | その他     | 立川市立大山小学校   | 立川市立立川第五中学校 |
| 上砂町四丁目 | 1～41番地  | 立川市立第九小学校   | 立川市立立川第五中学校 |
| 上砂町四丁目 | その他     | 立川市立上砂川小学校 | 立川市立立川第五中学校 |
| 上砂町五丁目 | 全域       | 立川市立上砂川小学校 | 立川市立立川第五中学校 |
| 上砂町六丁目 | 全域       | 立川市立上砂川小学校 | 立川市立立川第五中学校 |
| 上砂町七丁目 | 全域       | 立川市立上砂川小学校 | 立川市立立川第五中学校 |

## 交通
鉄道
- 西武鉄道拝島線
  - 武蔵砂川駅

道路
- 東京都道7号杉並あきる野線（五日市街道）
- 東京都道55号所沢武蔵村山立川線
- 東京都道59号八王子武蔵村山線

## 施設
- 立川市立大山小学校
- 立川市立第九小学校
- 立川市立立川第五中学校
- 立川市立上砂川小学校
- 都営上砂町一丁目アパート（大山団地）
- マルエツ武蔵砂川店

なお、イオンモールむさし村山の所在地は武蔵村山市榎だが、敷地の一部は立川市上砂町六丁目である。